# Metropolis (FM)
Metropolis è il sesto album della band FM, uscito nel 2010.

## Tracce
1. Wildside (Overland, Jupp, Goldsworthy, Kirkpatrick) - 4:57
2. Hollow (Overland, Kirkpatrick) - 4:05
3. Unbreakable (Overland, Jupp, Goldsworthy) - 5:23
4. Flamingo Road (Overland, Jupp, Goldsworthy) - 5:04
5. Metropolis (Overland, Jupp, Goldsworthy, Kirkpatrick) - 1:35
6. Over You (Overland, Jupp, Goldsworthy) - 4:36
7. Days Gone By (Overland, Jupp, Goldsworthy) - 5:43
8. Bring Back Yesterday (Overland, Jupp, Goldsworthy) - 5:37
9. I Ain't the One (Overland, Jupp, Goldsworthy) - 4:51
10. Don't Need Nothin' (Overland, Jupp, Goldsworthy) - 4:24
11. The Extra Mile (Overland, Jupp, Goldsworthy, Morris) - 4:42
12. Who'll Stop the Rain (Overland, Jupp, Goldsworthy) - 5:24
13. Still The Fight Goes On (Overland, Jupp, Goldsworthy) - 7:11

## Formazione
- Steve Overland - voce, chitarra
- Merv Goldsworthy - basso
- Pete Jupp - batteria
- Jim Kirkpatrick - chitarra
- Jem Davis - tastiera